# 0年代

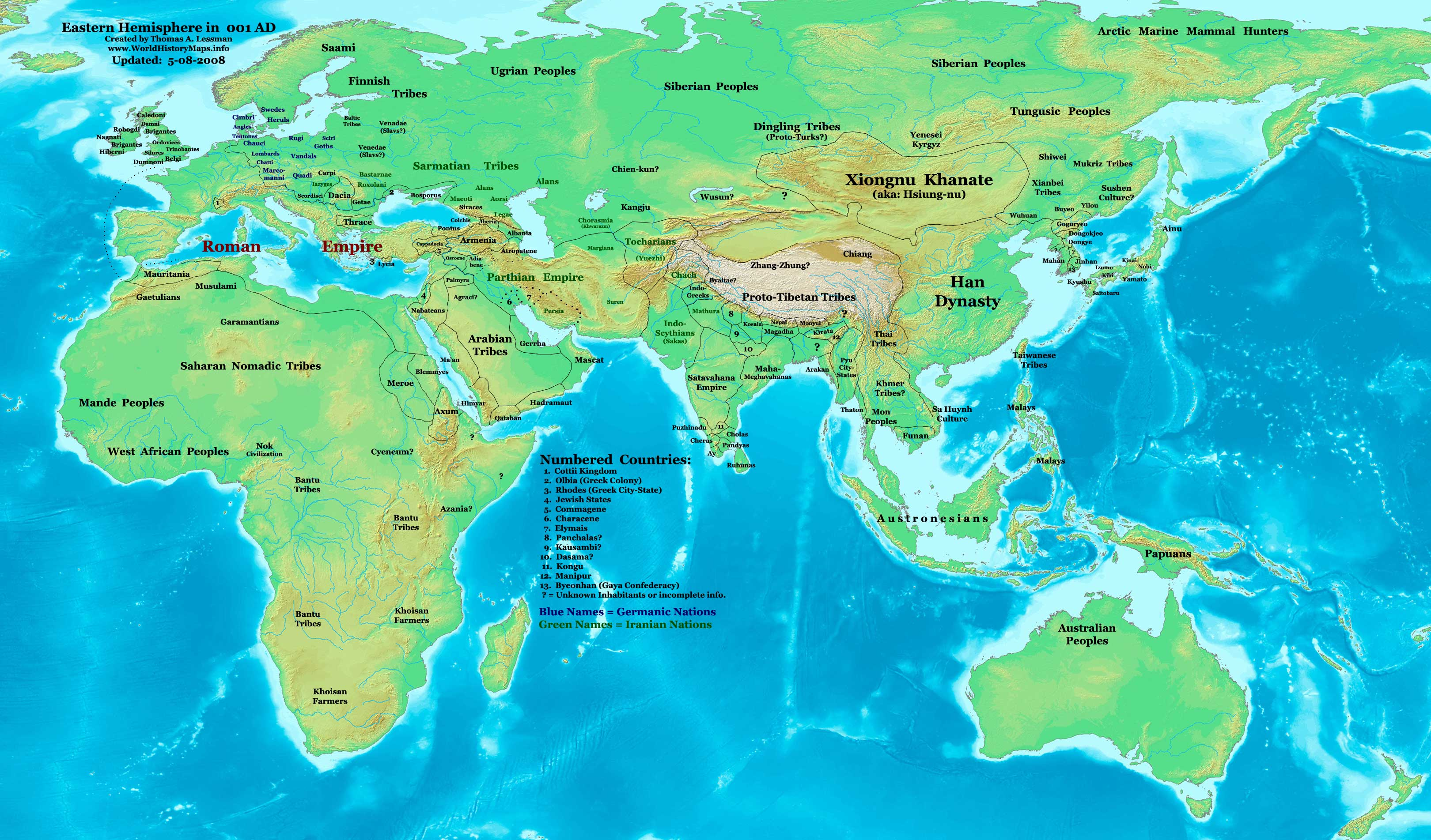
紀元1世紀が始まる頃の東半球

0年代（ぜろねんだい）は、西暦（ユリウス暦）1年から9年までの9年間を指す十年紀である。一般的な表現ではないが、ここでは便宜として記述する。

なお、0年代とは文字通りに解釈すれば0年から9年までの10年間であるが、西暦には通常、0年が存在しないため1年から9年までの9年間に当たる。
また、天文学とISO 8601（日付と時刻の表記に関する国際規格）では西暦1年の前年を西暦0年と定めている。

## できごと

### 1年
- プブリウス・スルピシウス・キリニウスが、アルメニアのガイウスの主席顧問になった。グナエウス・ドミティウス・アヘノバルブスもアルメニアへの遠征に帯同した。
- アンシエティーナ水道が建設された。
- アウグストゥスの命を受け、ティベリウスはゲルマニアでの反乱を鎮圧した。
- ガイウス・カエサルとルキウス・アエミリウス・パウッルスが執政官に指名された。
- ガイウス・カエサルがMarcus Herennius Picensとともにアルメニアの軍事司令官に任命された。
- ガイウス・カエサルが小アントニアと大ドルススの娘リウィッラと結婚した。
- 絹がローマに表れた[1]。
- Areius Paianeiusがアテネのアルコンになった。
- 前漢の元号元始の時代が始まった。
- 孔子が平帝から褒成宣尼公という諡を贈られた。
- 平帝による統治が始まり、王莽は王政君の摂政に再任された。
- 前摂政董賢が自害した。
- クシャーナ朝のサパドビゼスが死去し、ヘリウスが後を継いだ。
- 1年頃 ? 今日のエチオピアとエリトリアに位置するアクスム王国が建国された。
- クシュ王国の女王アマニシャケトが死去し、息子のナタカマニが王となった。
- モホ人による南アメリカの宗教的な支配が終わった。
- オウィディウスが詩集『変身物語』を著した。
- ティトゥス・リウィウスが『ローマ建国史』を著した。
- 中国に仏教が伝わった。

### 2年
- パルティアがローマによるアルメニアの領有を認め、ガイウス・カエサルはパルティアとの講和を決めた。
- プブリウス・アルフェヌス・ウァルスとプブリウス・ウィニキウスがローマの執政官になった。
- Cedeidesがアテネのアルコンになった。
- ローマの軍事的な支援を得て、アトロパテネ王国のアリオバルザネス2世の息子アルタヴァズデス3世がアルメニアの王になった。
- 王莽が権力強化の計画を実行に移し、過去の皇族に対する侯爵の制度を復活させ、引退した官僚には年金の仕組みを整えた。
- 中国で前年に始まった初めての国勢調査が終了した。

### 3年
- アウグストゥスは孫のガイウス・カエサルが後を継ぐことを認めた。ガイウスは地方総督になり、東方に派遣された。
- ルキウス・アエリウス・ラミアとマルクス・セルウィリウスがローマの執政官になった。
- Menneasがアテネのアルコンになった。
- ゲルマンの5つの部族がマルコマンニ族のマルボドゥウスによってまとめられた。
- 高句麗の瑠璃明王が首都を国内城に移した。
- 摂政を追放するという王莽の計画が失敗し、共謀者の王宇と呂寛が殺された。

### 4年
- 皇帝アウグストゥスがティベリウスをローマに招集し、後継者に指名した。同じ頃、マルクス・ウィプサニウス・アグリッパの末子アグリッパ・ポストゥムスもアウグストゥスの後継者として指名された。
- ティベリウスはゲルマニクスの後も引き継いだ。
- セクストゥス・アエリウス・カトゥスとガイウス・センティウス・サトゥルニヌスがローマの執政官になった。
- 法律Lex Aelia Sentiaによって奴隷の解放が制限された。
- ローマ帝国とケルスキ族の間で平和条約が締結された。
- アウグストゥスの娘ユリアが亡命から帰国し、レッジョ・ディ・カラブリアに住んだ。
- アウグストゥスはアエミリア・レピダとともにグナエウス・コルネリウス・キンナ・マグヌスに対して、皇帝に対する謀議への関与の赦免を求めた。
- マルクス・プラウティウス・シルウァヌスはアジアの地方総督に任命された。
- Polianus Maradoniusがアテネのアルコンになった。
- パルティアの王フラーテス5世と王妃ムサが王位を追われ、殺害された。
- 南解次次雄が赫居世居西干の後を継いで新羅の王になった。
- 漢の平帝が王莽の娘王皇后と結婚した。
- 王莽に"宰衡"の位が与えられた[2]。
- ダマスカスのニコラウスが15巻の歴史書History of the Worldを著した。

### 5年
- ローマはカトゥエラニ族の族長クノベリヌスをブリテンの王として承認した。
- ゲルマンの部族であるキンブリ族とCharydes族がローマに大使を送った。
- グナエウス・コルネリウス・キンナ・マグヌスとルキウス・ウァレリウス・メッサッラ・ウォレススがローマの執政官になった。
- ティベリウスがゲルマニア・インフェリオルを征服した。
- 大アグリッピナが従兄弟のゲルマニクスと結婚した。
- リウィッラがティベリウスの息子小ドルススと結婚した。
- Polycharmus Azeniusがアテネのアルコンになった。
- 王莽が"Nine Awards of Imperial Favor"を授与された。

### 6年
- サマリア、ユダヤ、エドムの行政長官ヘロデ・アルケラスが退位し、ガリアのヴィエンヌ県に追放された。
- ユダヤとモエシアがローマの属州になった。
- アウグストゥスはaerarium militareと呼ばれる特別な宝物を作った。
- パンノニア人はダルマティア人、その他のイリュリアの部族とともに反乱を起こした。
- ヴィースバーデンの街が建設された。
- Caecina Severusがモエシアの知事になった。
- Publius Sulpicius Quiriniusがシリアの知事になった。
- フラウィウス・ヨセフスによると、キリニウスがユダヤの国勢調査を実施し、その結果、Judas of Galileeに率いられた反乱が起こった。
- ローマで飢饉が発生し、アウグストゥスは民衆へのトウモロコシの配分を2倍に増やした。
- ローマで大火事が発生し、緊急事態に素早く対処するための兵舎制度が構築された。
- アウグストゥスは義理の息子の1人アグリッパ・ポストゥムスをプラナシア島に追放した。
- マルクス・アエミリウス・レピドゥスとルキウス・アッルンティウスがローマの執政官になった。
- Theophilusがアテネのアルコンになった。この後、23年になるまでアルコンの記録がない。
- 平帝が14歳で死去し、王莽は1人で2歳になる孺子嬰を新しい皇帝に決め[2]、居摂の元号に改められた。
- 中国政府は、官僚の候補になる者は試験を受けなければならないとの方針を決定した。
- 皇族の劉の一味は王莽の意図を疑い、農民を扇動して反乱を起こさせた[2]。

### 7年
- プブリウス・クインクティリウス・ウァルスはゲルマニアの総督に任命された。
- プブリウス・クインクティリウス・ウァルスはライン川とエルベ川に挟まれたゲルマニアの編成の責任者になった。彼は国勢調査を行い、兵士を雇ってゲルマニアの部族間の紛争を鎮めた。
- オスロエネ王国のアグバル5世が退位させられた。
- コンコルディア神殿の建設が始まった。
- ヴォノネス1世がパルティアの王になった。
- 濮陽市の知事翟義は、泰安の侯爵劉信を皇帝と宣言し、孺子嬰の治世下で最大の反乱を起こした。
- 王莽は冬期間に反乱を鎮圧した。

### 8年
- ローマ帝国の将軍ティベリウスは、Bathinus川でダルマティア人の軍を破った。
- アグリッパの娘ユリアが亡命し、ルキウス・アエミリウス・パウッルスとその家族は面目を潰された。アウグストゥスはパウッルスの娘アエミリア・レピダと結婚するというクラウディウスとの約束を反故にした。
- マルクス・フリウス・カミッルスとセクストゥス・ノニウス・クィンクティリアヌスがローマの執政官になった。
- 詩人オウィディウスがローマから黒海沿岸の僻地であるトミス（現在のコンスタンツァ）へ追放された。
- アトレバテス族の王Tincomarusが追放され、Eppillusが新しい王になった。

### 9年
- Livia Medullinaの死後、クラウディウスはPlautia Urgulanillaと結婚した。
- 反乱が鎮圧された後、イリュリアはローマの属州になった。
- トイトブルク森の戦いの結果、ローマ帝国とゲルマン諸部族の国境をライン川とすることが決まった。
- ローマ軍団の第17軍団、第18軍団、第19軍団が廃止された。
- パンノニアがローマの支配に服従した。
- ローマで法律Lex Papia Poppaeaが承認された。
- 中央ヨーロッパでの戦争後、ローマ政府は相続税、商売税の課税を始めた。
- カトゥエラニ族はトリノヴァンテス族を攻め、Camulodunumを占領した。
- 孺子嬰が自宅に軟禁された。
- 王莽が新朝を建国した。

## 主な人物
- エラト：アルメニアの女王（紀元前8年-紀元前5年、紀元前2年-2年、6年-11年）
- Ariobarzan of Atropatene：アルメニアの王（紀元前1年-2年）
- Artavazd V：アルメニアの王（2年-11年）
- ティグラネス5世：アルメニアの王（2年-6年）
- 平帝：漢の皇帝（紀元前1年-5年）
- 孺子嬰：漢の皇帝（6年-9年）
- 王莽：新の皇帝（9年-23年）
- アンティオコス3世：コンマゲネの王（紀元前12年-17年）
- アルミニウス：ゲルマンの将軍
- Crimthann Nia Nair：アイルランドの王（紀元前8年-9年）
- Cairbre Cinnchait：アイルランドの王（9年-14年）
- ストラト2世とストラト3世：インド・グリーク朝の共同王（紀元前25年-10年）
- 垂仁天皇：日本の天皇（紀元前29年-70年）
- Natakamani：クシャーナ朝の王（紀元前1年-20年）
- フラーテス5世：パルティアの王（紀元前2年-4年）
- ムサ：フラーテス5世の母で共同統治者（紀元前2年-4年）
- オロデス3世：パルティアの王（4年-6年）
- ヴォノネス1世：パルティアの王（8年-12年）
- アルタバヌス2世：パルティアの王
- アウグストゥス：ローマの皇帝（紀元前27年-14年）
- ガイウス・カエサル：ローマの将軍
- ティトゥス・リウィウス：ローマの歴史家
- オウィディウス：ローマの詩人
- プブリウス・スルピシウス・キリニウス：ローマの政治家
- Hillel the Elder：ユダヤの学者、サンヘドリンのナーシー（紀元前31年-9年）
- Shammai：ユダヤの学者、サンヘドリンのAv Beit Din（紀元前20年-20年）
- ティベリウス：ローマの将軍、政治家
- 赫居世居西干：新羅の王（紀元前57年-4年）
- 南解次次雄：新羅の王（4年-24年）